# Paul McKee
Paul McKee (* 15. November 1977 in Belfast) ist ein ehemaliger irischer Sprinter, der sich auf den 400-Meter-Lauf spezialisiert hat. Seinen größten Erfolg feierte er mit dem Gewinn der Bronzemedaille über 400 Meter bei den Hallenweltmeisterschaften 2003 in Birmingham.

## Sportliche Laufbahn
Erste internationale Erfahrungen sammelte Paul McKee im Jahr 1999, als er bei der Sommer-Universiade in Palma mit 47,09 s im Viertelfinale über 400 Meter ausschied und mit der irischen 4-mal-400-Meter-Staffel im Finale disqualifiziert wurde. Anschließend schied er bei den U23-Europameisterschaften in Göteborg mit 47,33 s im Vorlauf über 400 Meter aus und belegte mit der Staffel in 3:07,26 min den siebten Platz. Daraufhin kam er bei den Weltmeisterschaften in Sevilla mit der Staffel mit 3:05,81 min nicht über die Vorrunde hinaus. Im Jahr darauf nahm er an den Olympischen Sommerspielen in Sydney teil und schied dort mit 3:07,42 min in der ersten Runde mit der Staffel aus. 2001 verpasste er bei den Weltmeisterschaften im kanadischen Edmonton mit 3:04,26 min den Finaleinzug mit der Staffel und anschließend schied er bei den Studentenweltspielen in Peking mit 47,21 s im Halbfinale über 400 Meter aus und schied im 200-Meter-Lauf mit 21,42 s im Viertelfinale aus. Im Jahr darauf schied er bei den Commonwealth Games in Manchester für Nordirland startend mit 45,91 s im Semifinale über 400 Meter aus. Anschließend schied er auch bei den Europameisterschaften in München mit 45,92 s im Halbfinale im Einzelbewerb aus und belegte mit der Staffel in 3:04,13 s den fünften Platz. 2003 gewann er bei den Hallenweltmeisterschaften in Birmingham in 45,99 s die Bronzemedaille über 400 Meter hinter dem US-Amerikaner Tyree Washington und Daniel Caines aus dem Vereinigten Königreich. Im August schied er bei den Freiluftweltmeisterschaften in Paris mit 46,43 s in der ersten Runde im Einzelbewerb aus und schied im Staffelbewerb mit 3:04,31 min im Vorlauf aus. 2006 schied er bei den Europameisterschaften in Göteborg mit 46,48 s in der Vorrunde über 400 Meter aus und gelangte mit der Staffel mit 3:05,57 min auf Rang neun. Er setzte seine Karriere ohne weiteren Meisterschaftsteilnahmen bis 2013 fort, ehe er seine aktive sportliche Laufbahn im Alter von 35 Jahren beendete.
In den Jahren 2002 und 2003 wurde McKee irischer Meister im 400-Meter-Lauf im Freien sowie 2007 in der Halle.

## Persönliche Bestzeiten
- 200 Meter: 20,81 s (+0,2 m/s), 21. Juli 2002 in Bangor
  - 200 Meter (Halle): 21,25 s, 15. Februar 2003 in Belfast
- 400 Meter: 45,58 s, 14. Juli 2002 in Dublin
  - 400 Meter (Halle): 45,99 s, 16. März 2003 in Birmingham